# Tatsuki Machida
Tatsuki Machida (Kawasaki, prefectura de Kanagawa; 9 de marzo de 1990) es un patinador sobre hielo japonés, subcampeón del mundo en Saitama 2014.
Machida además, ganó el Skate America de 2013 y 2014. En la edición de Skate America de 2012 quedó en tercera posición, fue superado por sus compatriotas Takahiko Kozuka (oro) y Yuzuru Hanyu (plata).